# Ветряк (Воронежская область)
Ветряк — хутор Рамонского района Воронежской области.
Входит в состав Яменского сельского поселения.
Хутор Ветряк расположен западнее села Ямное, при автодороге М4 «Дон». Возник в середине XX века. Население состояло из дорожных рабочих.

## География

### Улицы
- ул. Благодатная
- ул. Выборская
- ул. Звёздная
- ул. Изобильная
- ул. Светлая
- ул. Транспортная

## Население
| 2010 |
| ---- |
| 13   |